# Finnfeeds Finland
Finnfeeds Finland Oy  est une entreprise finlandaise des secteurs de la nutrition et de l'industrie agroalimentaire basée dans le port de Naantali en Finlande. 

## Présentation
Finnfeeds Finland Oy a été fondée en 1998. 
Il s'agit d'une société anonyme dont le siège social est à Naantali et qui développe, fabrique et commercialise des solutions à base de bétaïne et d'inositol extraits de  la betterave sucrière pour les besoins des industries alimentaires, nutritionnelles, cosmétiques et chimiques du monde entier. 
Le PDG de la société est Mari Erika Kainiemi.
En 2021, le chiffre d'affaires de la société Finnfeeds Finland Oy a été de 56,76 millions et le bénéfice de l'exercice de 10,35 millions. 
Au cours de l'exercice clos le décembre 2021, l'entreprise comptait 79 employés.
Finnfeeds Finland Oy appartenait au groupe danois Danisco, qui a été racheté par la société américaine DuPont en 2011.